# Рябенко, Василий Александрович
Васи́лий Алекса́ндрович Рябе́нко (9 октября 1934 — 27 июня 2022) — советский футболист, защитник, полузащитник и нападающий. Мастер спорта с 1962 года.

## Клубная карьера
В сезоне 1955 года был в составе челябинского «Авангарда», затем перешёл в свердловский клуб ОДО, в составе которого дебютировал в Классе «А» чемпионата СССР, сыграв в 1956 году 1 матч. Затем выступал в составе челябинского «Локомотива», за который забил 2 гола в 1961 году.
В 1962 году перешёл в «Кубань», в составе которой выступал вплоть до завершения выступлений в командах мастеров в 1969 году. Всего в составе «Кубани» провёл 267 матчей, забил 7 мячей в ворота соперников, становился, вместе с командой, победителем Класса «Б» СССР, чемпионом РСФСР и трижды третьим призёром Второй группы класса «А» чемпионата СССР. Примечательно, что кроме своего первого сезона в составе «Кубани», в каждом из 7 следующих Рябенко сыграл не менее чем в 31-м матче команды в чемпионате.

## Характеристика
Василий Рябенко чаще всего играл на левой бровке в обороне, но если возникала необходимость, мог удачно сыграть и на позиции центрального защитника, его отличительными чертами были бесстрашие, тонкое позиционное чутье, высокая скорость и нестандартное мышление. Его очень любили болельщики, и порой даже в прямом смысле носили на руках.

## Достижения

### Командные
«Кубань»
Чемпион РСФСР: (1)
- 1962

Победитель Класса «Б» СССР: (1)
- 1962

3-е место во Второй группе класса «А» СССР: (3)
- 1966, 1967, 1969